# Sjeverin
Sjeverin (Servisch cyrillisch Сјеверин) is een plaats in de Servische gemeente Priboj. De plaats telt 337 inwoners (2002).